# Guido Ravoet
Guido Ravoet (Leuven, 3 juli 1946) is een Belgisch bankier en bestuurder.

## Levensloop
Guido Ravoet is doctor in de rechten en behaalde een postgraduaat in de bedrijfskunde aan de Katholieke Universiteit Leuven. Hij startte zijn carrière bij de CERA Bank, waar hij hoofd van de studiedienst was en daarna lid van de directie. In 1983 werd hij secretaris-generaal van de Europese Vereniging van Coöperatieve Banken. Ravoet bleef dit tot hij begin 1996 directeur-generaal werd van de Belgische Vereniging van Banken. Bij de oprichting van Febelfin in 2004 werd hij de eerste afgevaardigd bestuurder. Begin 2005 stapte hij over naar de Europese Bankenfederatie, waar hij secretaris-generaal werd. Ravoet werd in 2014 opgevolgd door de Nederlander Wim Mijs. Vervolgens werd hij secretaris-generaal van het European Money Markets Institute.